# Hamry (Bystré)
Hamry je vesnice, část města Bystré v okrese Svitavy. Nachází se asi 3 km na severovýchod od Bystrého. Prochází zde silnice II/364. V roce 2009 zde bylo evidováno 87 adres. V roce 2001 zde trvale žilo 34 obyvatel.
Hamry leží v katastrálním území Hamry nad Křetínkou o rozloze 1,39 km2.
Vesnici tvoří rozptýlené chalupy v údolích Zlatého potoka a Křetínky podél silnice II/364 mezi Svojanovem a Bystrým. Většina domů dnes slouží k rekreačním účelům, na území vesnice je i hotel Otakar s řeckou restaurací a pod lyžařským svahem je restaurace U Tušlů. Z bývalého mlýna vznikla pila.